# Музей українського народного одягу Середнього Придніпров'я
Музей українського народного одягу Середнього Придніпров'я — тематичний краєзнавчий музей українського народного вбрання Середнього Подніпров'я у Переяславі. Складова частина Національного історико-етнографічного заповідника «Переяслав». Заснований 1957 року.

## Будинок музею
Музей розташовано в приміщенні Свято-Михайлівського собору — визначної пам'ятці архітектури національного значення, внесеній до Державного реєстру нерухомих пам'яток України. Михайлівська церква побудована у 1646 році над фундаментом великого п'ятибанного Михайлівського собору 1089 року. Ця споруда, датована другою половиною XI століття, неодноразово згадується у літописах як один з найвеличніших храмів Київської Русі. У ньому хоронили переяславських князів.

## Експозиція
У приміщенні Михайлівської церкви в 1957 році був відкритий музей українського народного одягу Середнього Подніпров'я кінця XIX — початку XX століття. У музеї зберігається та експонується близько десяти тисяч експонатів українського строю. Це колекція чоловічого і жіночого одягу різних верств населення України на всі пори року. Експонуються різноманітні жіночі прикраси — сережки, підвіски, каблучки, намиста тощо. У музеї міститься також велика колекція полтавських та київських килимів.